# Catacauma serra-nigrae
Catacauma serra-nigrae är en svampart som beskrevs av Viégas 1944. Catacauma serra-nigrae ingår i släktet Catacauma och familjen Phyllachoraceae.   Inga underarter finns listade i Catalogue of Life.